# Muurame
Muurame è un comune finlandese di 10486 abitanti, situato nella regione della Finlandia Centrale.
Nel paese sorge il "villaggio della sauna": si tratta di un museo all'aperto che rende omaggio a questa istituzione finlandese, mostrando vari tipi di saune, più alcune saune tradizionali.
La chiesa bianca del paese è stata progettata da Alvar Aalto negli anni venti.
In Muurame c'è il pino più alto di tutta Finlandia.